# Championnat d'Allemagne de l'Ouest de hockey sur glace 1978-1979
Saison précédente Saison suivante
La saison 1978-1979 est la 7e saison de la 2. Bundesliga, le second échelon allemand.

## Saison régulière
|     | Club            | PJ | V  | D | N  | BP  | BC  | Pts |
| --- | --------------- | -- | -- | - | -- | --- | --- | --- |
| 1.  | EV Duisbourg    | 40 | 36 | 1 | 3  | 279 | 120 | 73  |
| 2.  | Wölfe Freiburg  | 40 | 32 | 4 | 4  | 253 | 94  | 68  |
| 3.  | EHC 70 München  | 40 | 22 | 7 | 11 | 148 | 116 | 51  |
| 4.  | TSV Straubing   | 40 | 19 | 7 | 14 | 175 | 155 | 45  |
| 5.  | EC Bad Tölz     | 40 | 19 | 6 | 15 | 186 | 149 | 44  |
| 6.  | REV Bremerhaven | 40 | 19 | 6 | 15 | 221 | 199 | 44  |
| 7.  | EV Landsberg    | 40 | 17 | 1 | 22 | 184 | 205 | 35  |
| 8.  | Moskitos Essen  | 40 | 15 | 0 | 25 | 187 | 206 | 30  |
| 9.  | EV Regensburg   | 40 | 9  | 3 | 28 | 120 | 227 | 21  |
| 10. | SG Nürnberg     | 40 | 7  | 4 | 29 | 187 | 307 | 18  |
| 11. | EV Pfronten     | 40 | 4  | 3 | 33 | 109 | 270 | 11  |